# 화순 귀후재
화순 귀후재는 대한민국 전라남도 화순군 화순군에 있다. 2013년 12월 12일 화순군의 향토문화유산 제59호로 지정되었다.